# مقاطعة خواف
مقاطعة خواف (بالفارسية: شهرستان خواف) هي إحدى مقاطعات محافظة خراسان رضوي في إيران. كان عدد سكان المقاطعة سنة 2016 حوالي 140,000 نسمة.